# Antony Padiyara
Antony Padiyara (1921–2000) là một Hồng y người Ấn Độ của Giáo hội Công giáo Rôma. Ông nguyên là Đại Tổng giám mục Tòa Ernakulam-Angamaly và Chủ tịch Hội đồng Giáo hội nghi lễ Syro-Malabar. Ông cũng là một trong số các nghị phụ tham dự trọn vẹn bốn giai đoạn của Công đồng Vatican II.

## Tiểu sử
Hồng y Padiyara sinh ngày 11 tháng 2 năm 1921 tại Manimala, thuộc Ấn Độ. Sau quá trình tu học dài hạn tại các chủng viện theo quy định của Giáo luật, ngày 19 tháng 12 năm 1945, Phó tế Padiyara, 24 tuổi, tiến đến việc được truyền chức linh mục, là thành viên linh mục đoàn Giáo phận Coimbatore.
Với mười năm hoạt động mục vụ trên cương vị là một linh mục, ngày 3 tháng 7 năm 1955, tin tức từ Tòa Thánh công bố rằng Giáo hoàng đã tuyển chọn linh mục Antony Padiyara vào hàng ngũ các giám mục, với chức vị Giám mục chính tòa Giáo phận Ootacamund. Lễ tấn phong cho vị giám mục tân cử được tổ chức sau đó vào ngày 16 tháng 10, với phần nghi thức được cử hành bởi ba giám mục cấp cao, chủ phong cho tân giám mục là là Giám mục René-Jean-Baptiste-Germain Feuga, M.E.P., Giám mục chính tòa Giáo phận Mysore. Hai vị khác, với vai trò phụ phong gồm có Francis Xavier Muthappa, Giám mục chính tòa Giáo phận Coimbatore và Giám mục Matthew Kavukattu, Giám mục chính tòa Giáo phận Changanacherry. Tân giám mục chọn cho mình khẩu hiệu Servire et lætitia. Giám mục Padiyara cũng nằm trong số các vị tham gia đầy đủ bốn giai đoạn của Công đồng Vaticanô II với vai trò là một nghị phụ.
Ngày 14 tháng 6 năm 1970, Giám mục Padiyara quyết định chuyển sang nghi lễ Syro-Malabar, với danh hiệu mới là Tổng giám mục chính tòa Tổng giáo phận Changanacherry. Sau mười lăm năm tại Changnacherry, ngày 23 tháng 4 năm 1985, ông được thuyên chuyển về Tổng giáo phận Ernakulam với chức vị tương đương là làm Tổng giám mục chính tòa.
Ngày 28 tháng 6 năm 1988, với Công nghị Hồng y được tổ chức, Giáo hoàng Gioan Phaolô II đã quyết định vinh thăng Tổng giám mục Padiyara tước vị Hồng y, với Nhà thờ Hiệu tòa là Santa Maria “Regina Pacis” a Monte Verde.
Ngày 16 tháng 12 năm 1992, Hồng y Padiyara được thuyên chuyển làm Đại Tổng giám mục Tòa Ernakulam-Angamaly, nghi lễ Syro-Malabar. Ngày 11 tháng 11 năm 1996, ông từ nhiệm khỏi vị trí Đại Tổng giám mục vì lí do tuổi tác. Không lâu sau đó, ngày 23 tháng 3 năm 2000, ông qua đời, thọ 79 tuổi.